# Gildeskål
Gildeskål est une kommune de Norvège. Elle est située dans le comté de Nordland.

## Description
Gildeskål est une municipalité côtière et comprend à la fois le continent et un certain nombre d'îles. Elle est située au sud de l'embouchure du Saltfjord. Le continent se compose d'une plaine côtière qui se transforme en zones montagneuses à l'est de la municipalité. Le lac Fellivatnet (en) est situé dans la commune. Le centre municipal est Inndyr.

### Îles de la municipalité
- Fleina (67° 06′ 46″ N, 13° 52′ 38″ E)
- Archipel de Fleinvær (67° 10′ 00″ N, 13° 46′ 00″ E)
- Fugløya (Gildeskål) (67° 04′ 44″ N, 13° 47′ 33″ E)
- Nord-Arnøya (67° 09′ 40″ N, 13° 59′ 36″ E)
- Sandhornøya (67° 06′ 12,6″ N, 14° 04′ 33,6″ E)
- Sør-Arnøya (67° 08′ 10,68″ N, 13° 58′ 00,84″ E)

### Localités
- Ertenvåg (67° 07′ 00″ N, 14° 19′ 00″ E)
- Femris
- Forstranda (67° 01′ 00″ N, 13° 58′ 00″ E)
- Hustad
- Inndyr (67° 02′ 00″ N, 14° 02′ 00″ E)
- Kvarsnes (67° 00′ 00″ N, 14° 11′ 00″ E)
- Lekanger (67° 07′ 00″ N, 14° 02′ 00″ E)
- Mårnes (67° 09′ 00″ N, 14° 06′ 00″ E)
- Mevik (66° 57′ 00″ N, 13° 44′ 00″ E)
- Nordarnøya (67° 10′ 00″ N, 14° 01′ 00″ E)
- Nordsandnes
- Nygårdsjøen (67° 07′ 00″ N, 14° 18′ 00″ E)
- Sandvika (67° 11′ 00″ N, 14° 15′ 00″ E)
- Sørarnøy (67° 08′ 00″ N, 13° 58′ 00″ E)
- Sørfinnset
- Sørfugløy (67° 03′ 00″ N, 13° 47′ 00″ E)
- Storvika (66° 58′ 00″ N, 13° 48′ 00″ E)
- Sund (67° 04′ 00″ N, 14° 03′ 00″ E)
- Våg (67° 08′ 00″ N, 14° 04′ 00″ E)